# Sund-klassen
Sund-klassen var en klasse af minestrygere der var i tjeneste i Søværnet i Danmark.
Skibene kom ind i flådens tal i årene fra 1952 til 1956, og de sidste blev udfaset i løbet af 1990'erne. Skibene, der var af træ og ædelmetaller, blev bygget på skibsværfter rundt omkring i USA, hvor de i ganske kort tid efter deres færdiggørelse tjente i den amerikanske flåde under betegnelsen Ajudant-klassen. At skibene var bygget i ikke-magnetiske materialer skyldes, at de som minestrygere skulle kunne sejle i mineret farvand uden at udløse minerne ved hjælp af magnetfelter.
Minestrygerne blev i starten af 1950'erne overført til andre landes flåder, heriblandt de otte, der kom til Danmark.

## Danske skibe i klassen
| Pnt. | Navn         | Kølen lagt         | Søsat             | Indgået            | Navngivet af | Udfaset                  | Kaldesignal |
| ---- | ------------ | ------------------ | ----------------- | ------------------ | ------------ | ------------------------ | ----------- |
| M571 | Aarøsund     | 8. September 1952  | 19. november 1953 | 24. januar 1955    | -            | Udgået 1. marts 1982     | OVES        |
| M572 | Alssund      | 24. September 1952 | 1. april 1954     | 5 april 1955       | -            | Udgået 30. november 1989 | OVET        |
| M573 | Egernsund    | 10. april 1953     | 14. april 1954    | 3. august 1955     | -            | Udgået 31. december 1989 | OVEU        |
| M574 | Grønsund     | 24. januar 1955    | 12. august 1955   | 21. september 1956 | -            | Udgået 1999              | OVEV        |
| M575 | Guldborgsund | 17. august 1955    | 14. marts 1956    | 19. november 1956  | -            | Udgået 1. maj 1993       | OVEW        |
| M576 | Omøsund      | 1. marts 1955      | 30. juli 1955     | 21. juni 1956      | -            | Udgået 1. marts 1982     | OVEY        |
| M577 | Ulvsund      | 29. juli 1955      | 22. december 1955 | 20. september 1956 | -            | Udgået 31. december 1989 | OVEQ        |
| M578 | Vilsund      | 12. august 1954    | 10. marts 1956    | 15. november 1956  | -            | Udgået 1. december 1995  | OVEZ        |

## Eksterne links
- Flådens Historie: Sund-klassen (dansk)
- Navsource.org (engelsk)